# Anita Rion
Anita Rion (geboren 25. Februar 1957) ist eine Schweizer Politikerin (FDP). Sie war von 1995 bis 2002 Ministerin des Kantons Jura.

## Leben
Rion besuchte die Schulen im Kanton Jura. Danach machte sie eine Berufslehre in Mikrotechnik. Sie arbeitete bei Unternehmen in La Chaux-de-Fonds und Les Breuleux, bevor sie 1989 ihr eigenes Unternehmen gründete.
Von 1988 bis 1992 war Rion Mitglied des jurassischen Parlaments. 1994 wurde sie in die Regierung gewählt. Sie übernahm das Erziehungsdepartement. In den Jahren 1997 und 2002 präsidierte sie die Regierung. Bei den Wahlen 2002 kam es zu einem Linksrutsch in der Regierung. Rion verpasste dabei die Wiederwahl. Zuvor wurde ihre Scheidung medial ausgeschlachtet.
Ab 2003 absolvierte sie einen postgradualen Studiengang in Management und Umwelt an der Universität Fribourg. 2010 gründete sie ein Beratungsunternehmen in Delémont.
Rion ist Mutter eines Sohnes.